# Bộ Cánh nửa
Bộ Cánh nửa (danh pháp khoa học: Hemiptera) là một bộ khá lớn trong lớp côn trùng, phân lớp côn trùng có cánh

## Đặc điểm sinh học chung
- Cơ thể dẹp hoặc có hình trụ, dài từ 1 đến 109 mm.
- Mắt kép phát triển, thường có thêm 2 mắt đơn.
- Phần phụ miệng kiểu chích hút, thường gồm 4 đốt.
- Râu hình chuỳ, sợi, gấp khúc.
- Cánh có hai đôi. Một số loài cánh hoàn toàn tiêu giảm hoặc kém phát triển.
- Chân rất đa dạng, tùy thuộc vào môi trường sống và tập tính dinh dưỡng.
- Bụng gồm các đốt dính chặt vào nhau được cánh che phủ. Thiếu trùng gần giống dạng trưởng thành nhưng cánh còn ngắn.

## Chu kỳ sinh thái và chu kỳ sống
- Biến thái không hoàn toàn: Từ trứng nở ra ấu trùng và biến đổi dần dần đến khi trưởng thành, không qua giai đoạn nhộng, ấu trùng và con trưởng thành có khá nhiều đặc điểm cơ thể giống nhau.
- Nhiều loài có kiểu trinh sản trong một phần chu trình sống của mình.
- Hầu hết các côn trùng thuộc bộ cánh nửa ăn cỏ, nhựa cây, một số khác ăn thịt, ăn các loại côn trùng khác thậm chí có thể ăn những động vật có xương sống nhỏ. Rệp hút máu thuộc họ Reduviidae có thể lây truyền trùng roi Trypanosoma vào máu và làm chết vật chủ.[2]

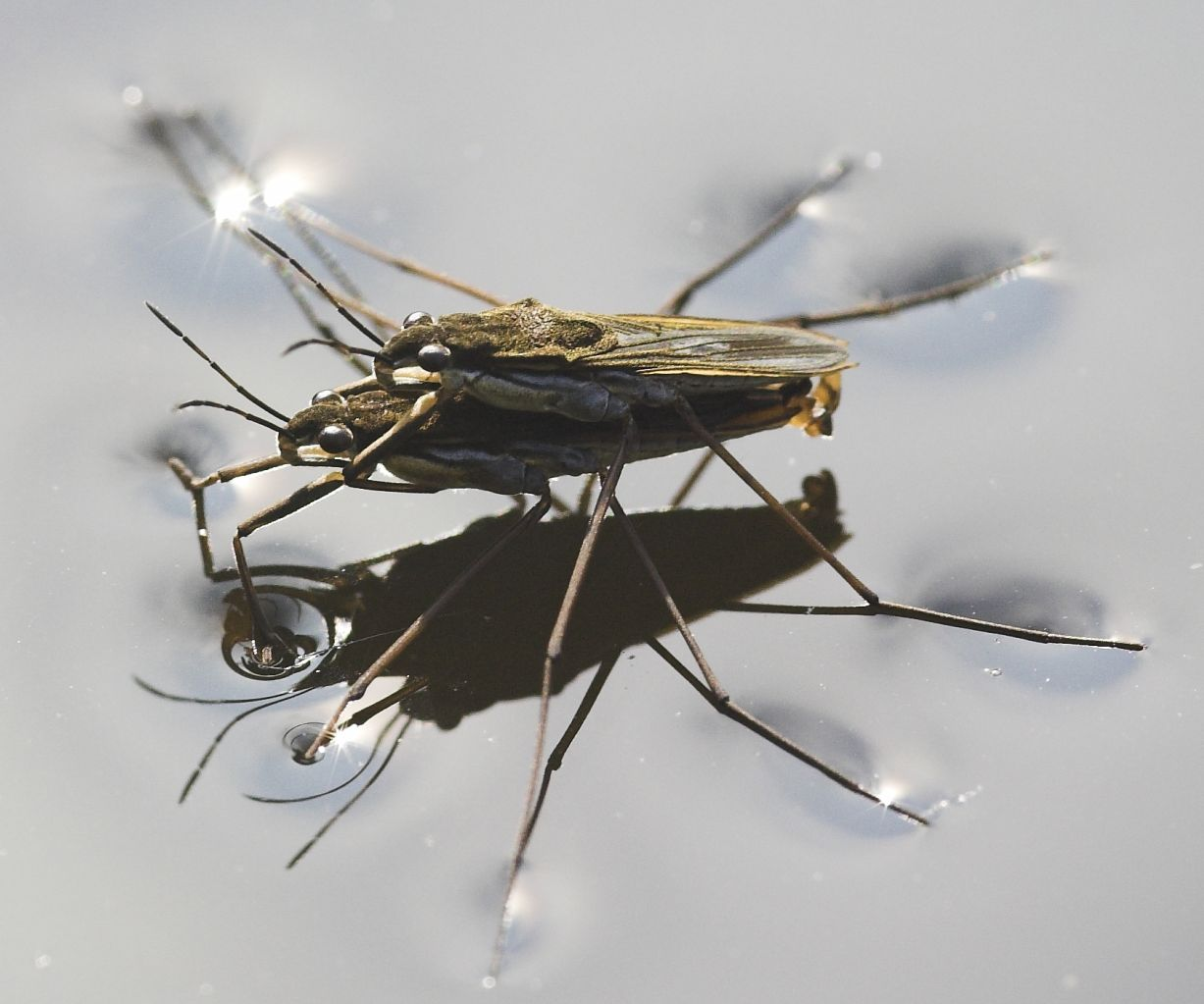
Giao phối trên mặt nước

- Một số họ thuộc bộ cánh nửa thích nghi với cuộc sống ở dưới nước, ví dụ như bọ gạo (Notonectidae) và bã trầu (Nepidae), chúng chủ yếu ăn thịt, có chân như mái chèo để di chuyển trong nước. Các loài gọng vó (Geridae) lại lợi dụng sức căng bề mặt của nước để có thể đứng trên những vũng nước đọng, chúng bao gồm cả chi Halobates (gọng vó biển), nhóm côn trùng duy nhất là sinh vật biển thật sự.[2]

## Phân loại
Bộ Cánh nửa
- Phân bộ Auchenorrhyncha
  - Cận bộ Cicadomorpha
    - Siêu họ Cercopoidea
      - Họ Aphrophoridae
      - Họ Cercopidae
      - Họ Clastopteridae
      - Họ Epipygidae
      - Họ Machaerotidae
      - Họ †Procercopidae

    - Siêu họ Cicadoidea
      - Họ Cicadidae
      - Họ †Palaeontinidae
      - Họ Tettigarctidae

    - Siêu họ Membracoidea
      - Họ Aetalionidae
      - Họ Cicadellidae
      - Họ Eurymelidae
      - Họ Hylicidae
      - Họ Melizoderidae
      - Họ Membracidae
      - Họ Myerslopiidae
      - Họ Ulopidae

  - Cận bộ Fulgoromorpha:
    - Siêu họ Fulgoroidea:
      - Họ Acanaloniidae
      - Họ Achilidae
      - Họ Achilixiidae
      - Họ Caliscelidae
      - Họ Cixiidae
      - Họ Delphacidae
      - Họ Derbidae
      - Họ Dictyopharidae
      - Họ Eurybrachidae
      - Họ Flatidae
      - Họ Fulgoridae
      - Họ Gengidae
      - Họ Hypochthonellidae
      - Họ Issidae
      - Họ Kinnaridae
      - Họ Lophopidae
      - Họ Meenoplidae
      - Họ Nogodinidae
      - Họ Ricaniidae
      - Họ Tettigometridae
      - Họ Tropiduchidae
      - Họ †Fulgoridiidae
      - Họ †Lalacidae
      - Họ †Mimarachnidae
      - Họ †Neazoniidae
      - Họ †Perforissidae
      - Họ †Weiwoboidae
- Phân bộ Coleorrhyncha
  -     - Siêu họ Peloridioidea
      - Họ Peloridiidae

    - Siêu họ †Coleorrhyncha incertae sedis
      - Họ Haploridiidae
      - Họ Karabasiidae
      - Họ Progonocimicidae
- Phân bộ Heteroptera
  - Cận bộ Cimicomorpha
  - Cận bộ Dipsocoromorpha
  - Cận bộ Enicocephalomorpha
  - Cận bộ Gerromorpha
  - Cận bộ Leptopodomorpha
  - Cận bộ Nepomorpha
    - Siêu họ Nepoidea
      - Họ Belostomatidae
        - Phân họ Belostomatinae
        - Phân họ Lethocerinae
          - Chi Lethocerus: Cà cuống, Lethocerus americanus, Lethocerus deyrollei

        - Phân họ Horvathiniinae

      - Họ Nepidae

  - Cận bộ Pentatomomorpha
- Phân bộ Sternorrhyncha
  -     - Siêu họ Psylloidea
    - Siêu họ Aleyrodoidea
    - Siêu họ Coccoidea
    - Siêu họ Aphidoidea
    - Siêu họ Phylloxeroidea
    - Siêu họ †Naibioidea

## Hình ảnh

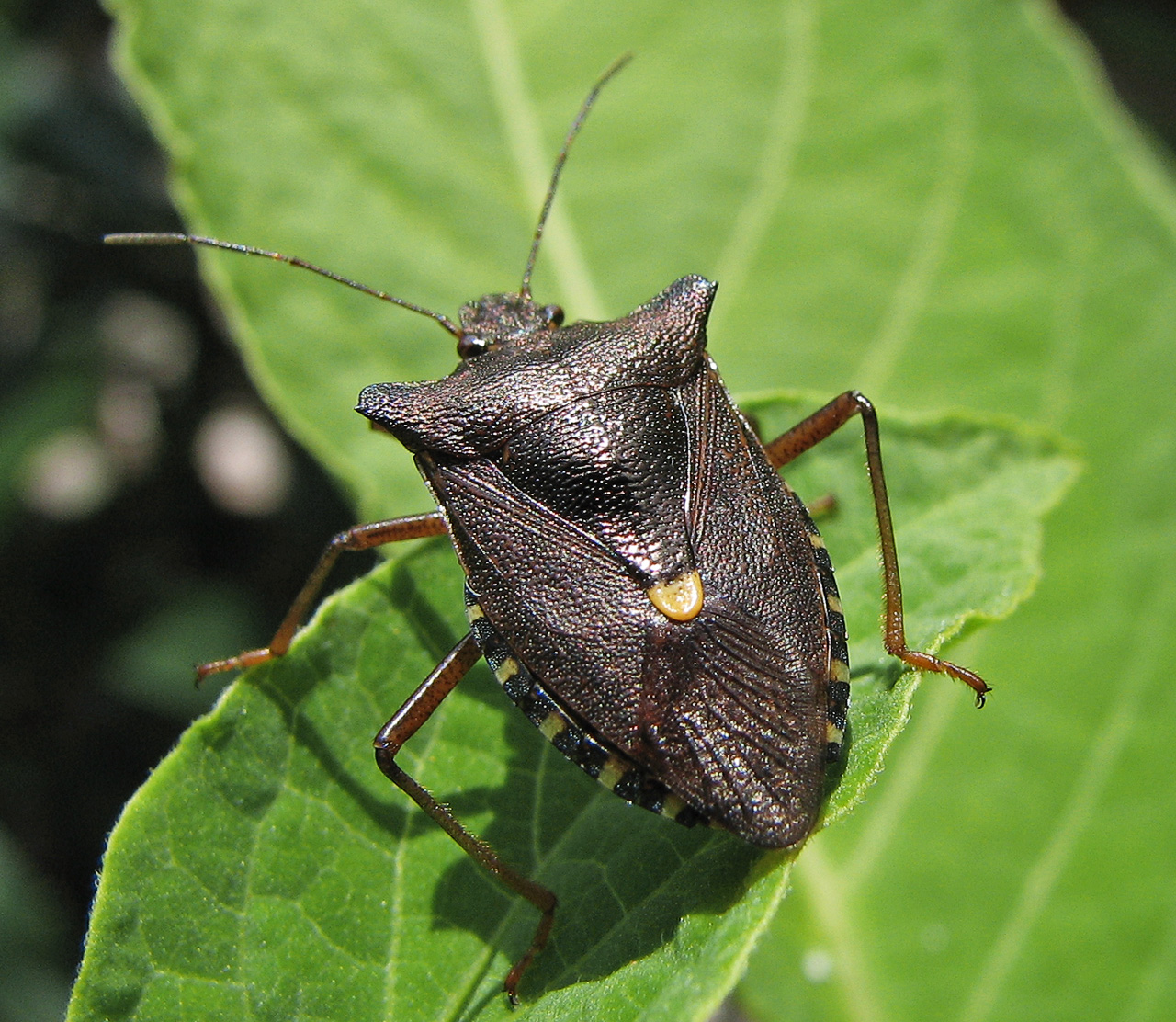
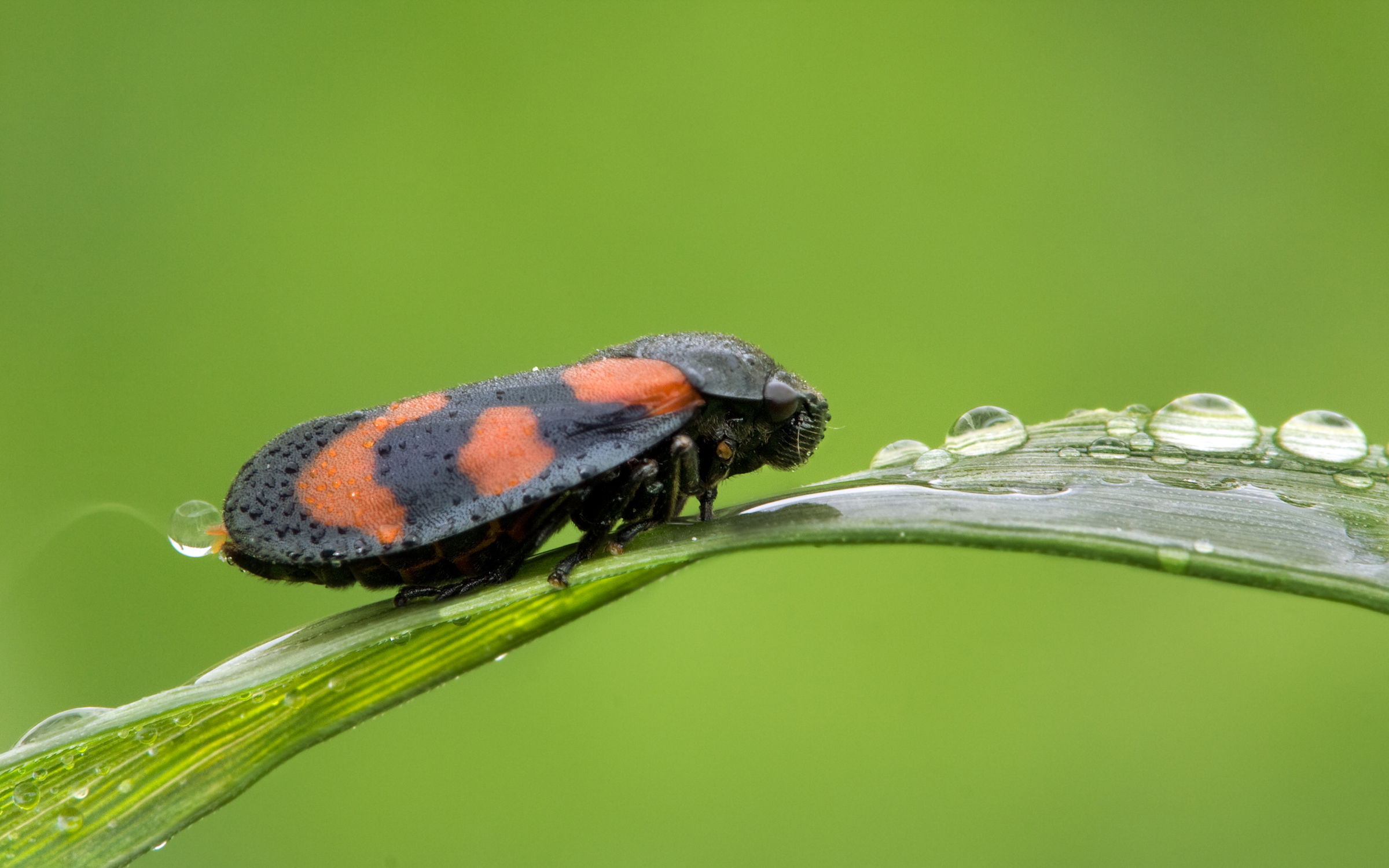
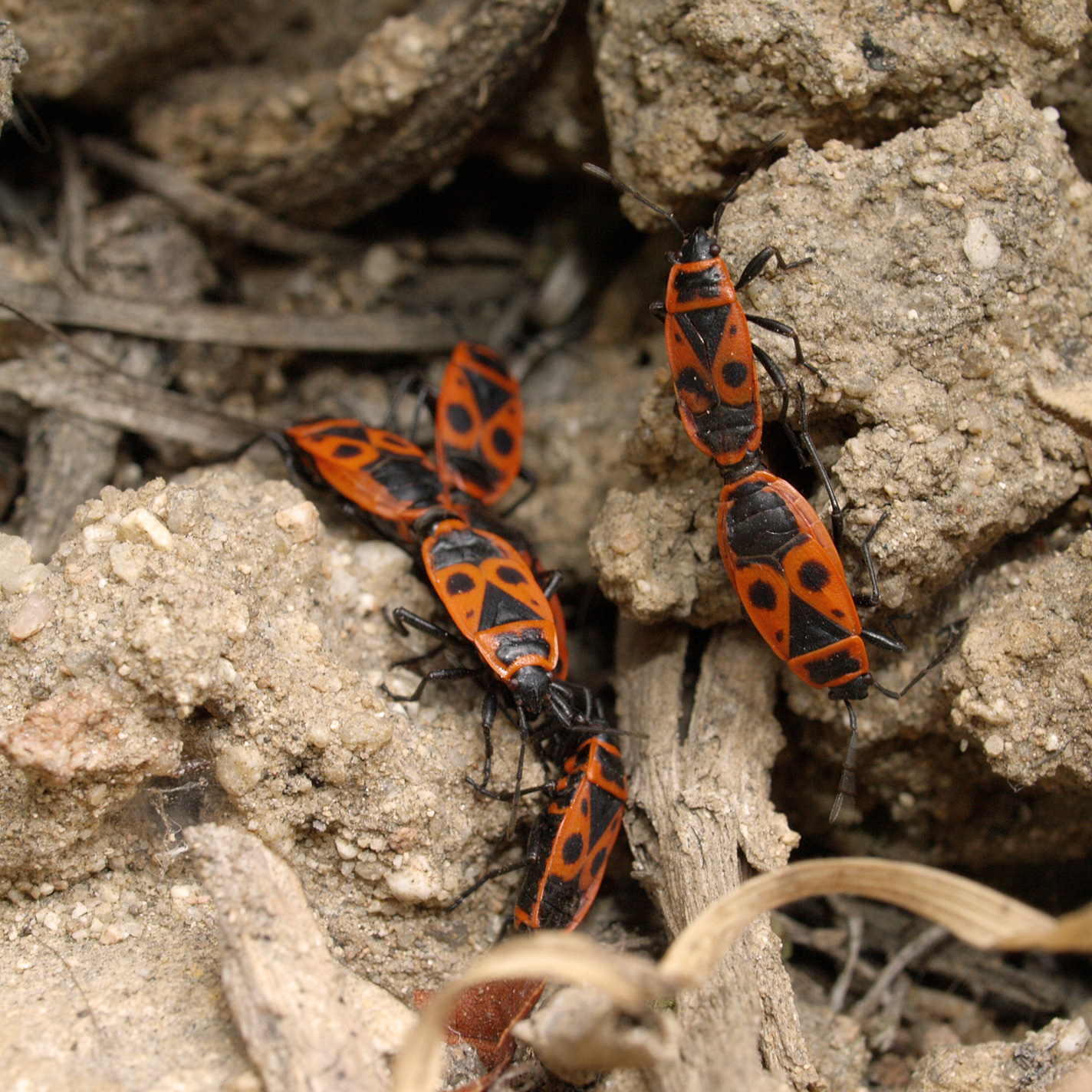
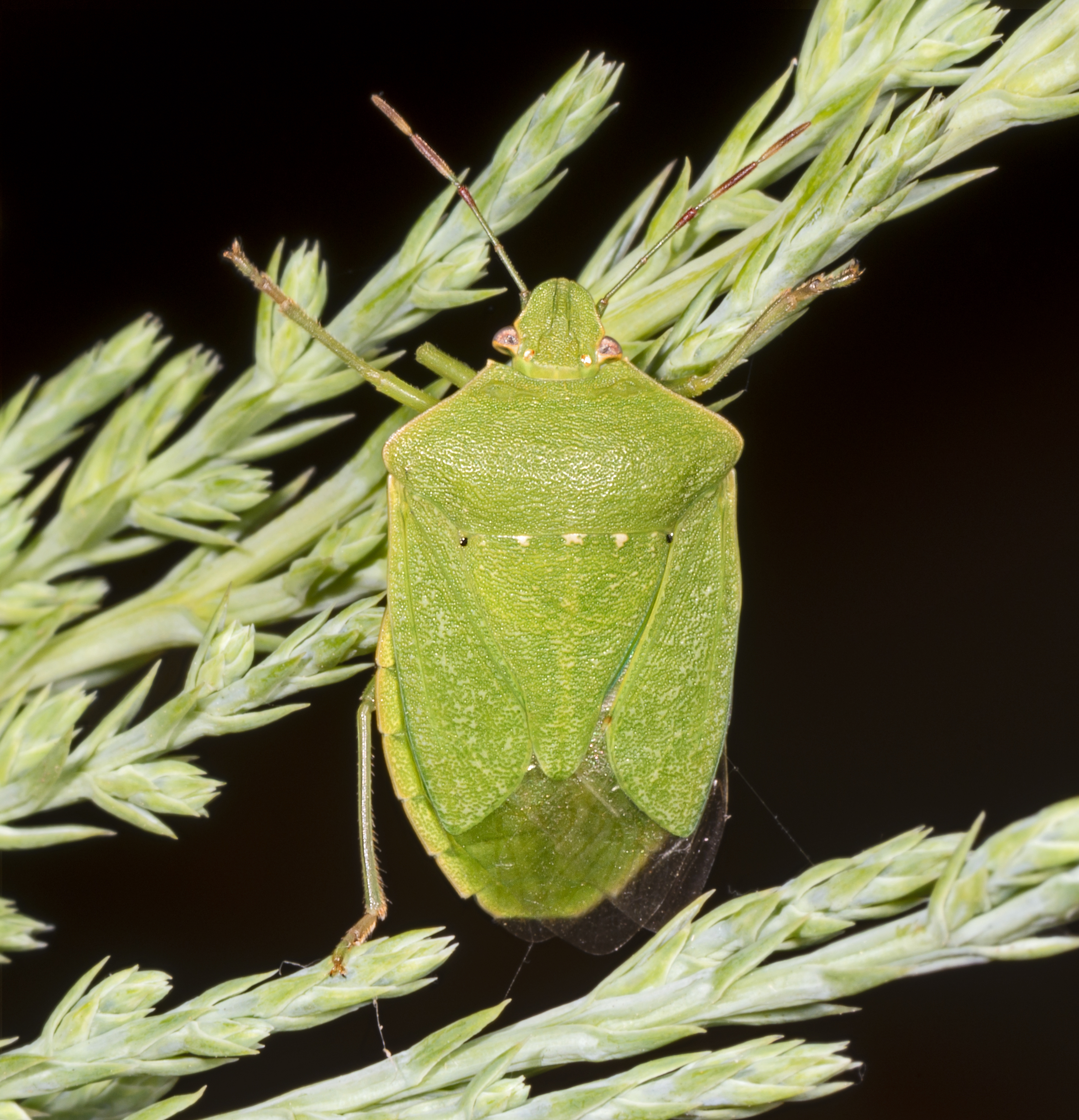
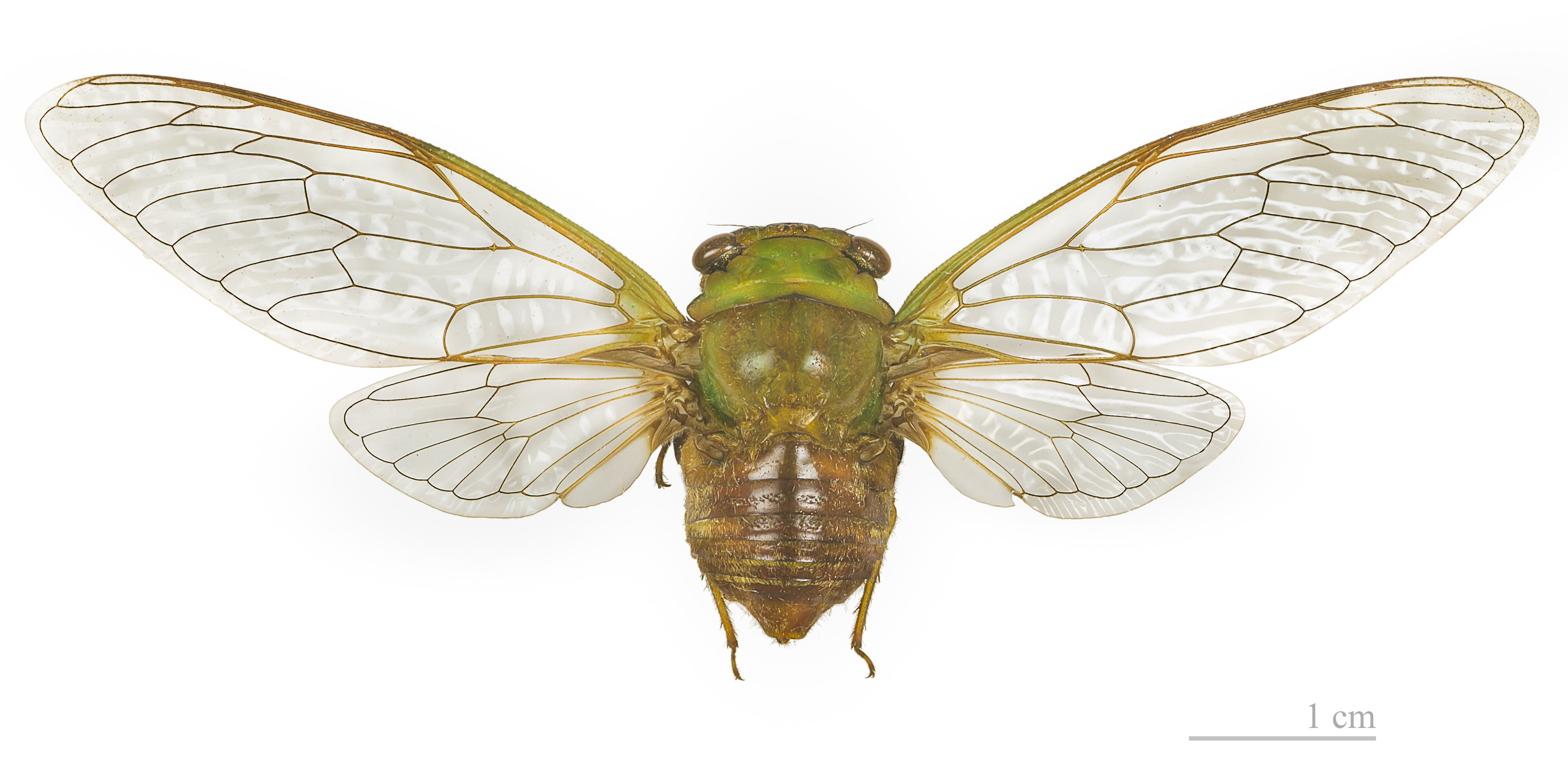